# Zentralamerika- und Karibikspiele 1974
Die 12. Zentralamerika- und Karibikspiele fanden vom 27. Februar bis 13. März 1974 in der dominikanischen Hauptstadt Santo Domingo statt. Die Eröffnungsfeier fand am 130. Jahrestag der Unabhängigkeitserklärung des Landes statt.
Kuba war ein weiteres Mal mit großem Abstand erfolgreichste Nation. Mit 101 Goldmedaillen bei insgesamt 171 Wettbewerben platzierte sich Kuba im Medaillenspiegel vor Mexiko, dessen Sportler 26 Mal Gold gewannen.

## Teilnehmende Nationen
23 Länder nahmen mit insgesamt 2052 Athleten an den Zentralamerika- und Karibikspielen teil. Die Bermudas gaben ihr Debüt.
| - Amerikanische Jungferninseln - Bahamas - Barbados - Bermuda - Britisch Honduras - Costa Rica - Dominikanische Republik - El Salvador | - Guatemala - Guyana - Haiti - Honduras - Jamaika - Kolumbien - Kuba - Mexiko | - Nicaragua - Niederländisch-Guayana - Niederländische Antillen - Panama - Puerto Rico - Trinidad und Tobago - Venezuela |

## Sportarten
Bei den Zentralamerika- und Karibikspielen waren 18 Sportarten im Programm. Im Vergleich zur letzten Austragung wurden Tennis und Segeln wieder ins Programm genommen, zudem wurde Softball erstmals in Konkurrenzen beider Geschlechter ausgetragen. Fechten war erstmals nicht Teil der Spiele.
| - Baseball - Basketball - Boxen - Fußball - Gewichtheben - Judo | - Leichtathletik - Radsport - Ringen - Schießen - Schwimmen - Segeln | - Softball - Tennis - Turnen - Volleyball - Wasserball - Wasserspringen |

Fett markierte Links führen zu den detaillierten Ergebnissen der Spiele

## Medaillenspiegel
| Platz | Land                         | Gold | Silber | Bronze | Gesamt |
| ----- | ---------------------------- | ---- | ------ | ------ | ------ |
| 01    | Kuba                         | 101  | 55     | 35     | 191    |
| 02    | Mexiko                       | 26   | 30     | 26     | 82     |
| 03    | Venezuela                    | 14   | 16     | 26     | 56     |
| 04    | Puerto Rico                  | 9    | 24     | 36     | 69     |
| 05    | Kolumbien                    | 9    | 17     | 18     | 44     |
| 06    | Costa Rica                   | 3    | 3      | 2      | 8      |
| 07    | Jamaika                      | 2    | 3      | 2      | 7      |
| 08    | Niederländische Antillen     | 2    | —      | 5      | 7      |
| 09    | Panama                       | 1    | 12     | 11     | 24     |
| 10    | Dominikanische Republik      | 1    | 5      | 14     | 20     |
| 11    | Barbados                     | 1    | 2      | 1      | 4      |
| 12    | Amerikanische Jungferninseln | 1    | —      | 1      | 2      |
| 13    | Britisch Honduras            | 1    | —      | —      | 1      |
| 14    | Trinidad und Tobago          | —    | 2      | 3      | 5      |
| 15    | El Salvador                  | —    | 2      | 1      | 3      |
| 16    | Bahamas                      | —    | 1      | —      | 1      |
| 17    | Bermuda                      | —    | —      | 1      | 1      |
| 17    | Guatemala                    | —    | —      | 1      | 1      |
| 17    | Guyana                       | —    | —      | 1      | 1      |
| 17    | Haiti                        | —    | —      | 1      | 1      |
| 17    | Niederländisch-Guayana       | —    | —      | 1      | 1      |